# Archamia zosterophora
Archamia zosterophora är en fiskart som först beskrevs av Bleeker, 1856.  Archamia zosterophora ingår i släktet Archamia och familjen Apogonidae. Inga underarter finns listade i Catalogue of Life.